# Société de Transports de l’Agglomération Stéphanoise
Die Société de Transports de l’Agglomération Stéphanoise, kurz STAS, ist ein Nahverkehrsunternehmen in der französischen Stadt Saint-Étienne. Sie gehört zur Transdev, die im Auftrag und auf Rechnung des Zweckverbands Saint Étienne Métropole den Verkehr betreibt. Es handelt sich dabei um einen Zusammenschluss von 53 Gemeinden – 45 von ihnen sind an das Nahverkehrsnetz der STAS angeschlossen. Das Netz der STAS umfasst die drei Linien der Straßenbahn Saint-Étienne, eine Oberleitungsbus-Linie in Saint-Étienne sowie den Omnibusverkehr im Saint-Étienne-Métropole.

## Geschichte

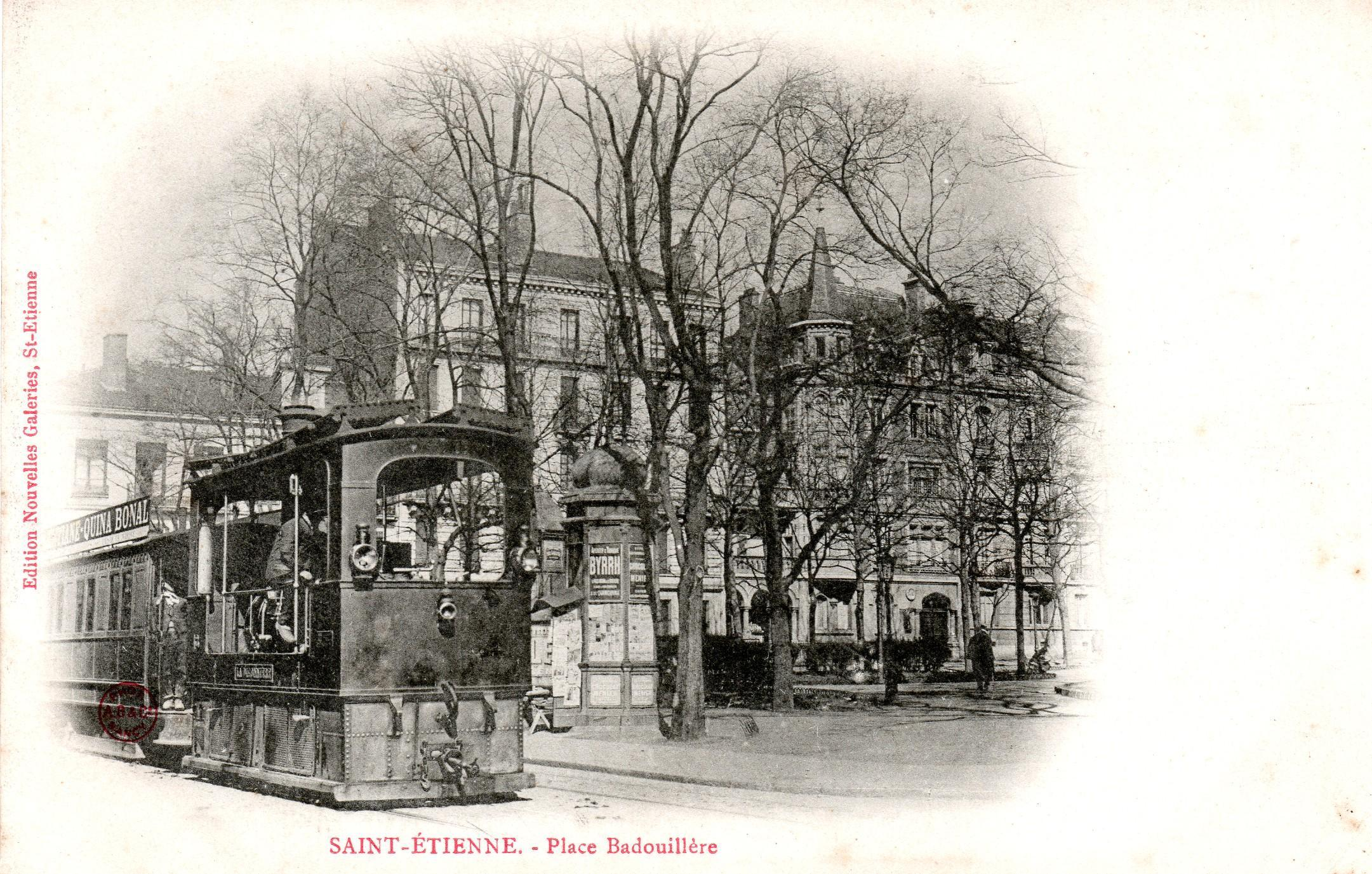
Dampfstraßenbahn auf der Place Badouillère, um 1890

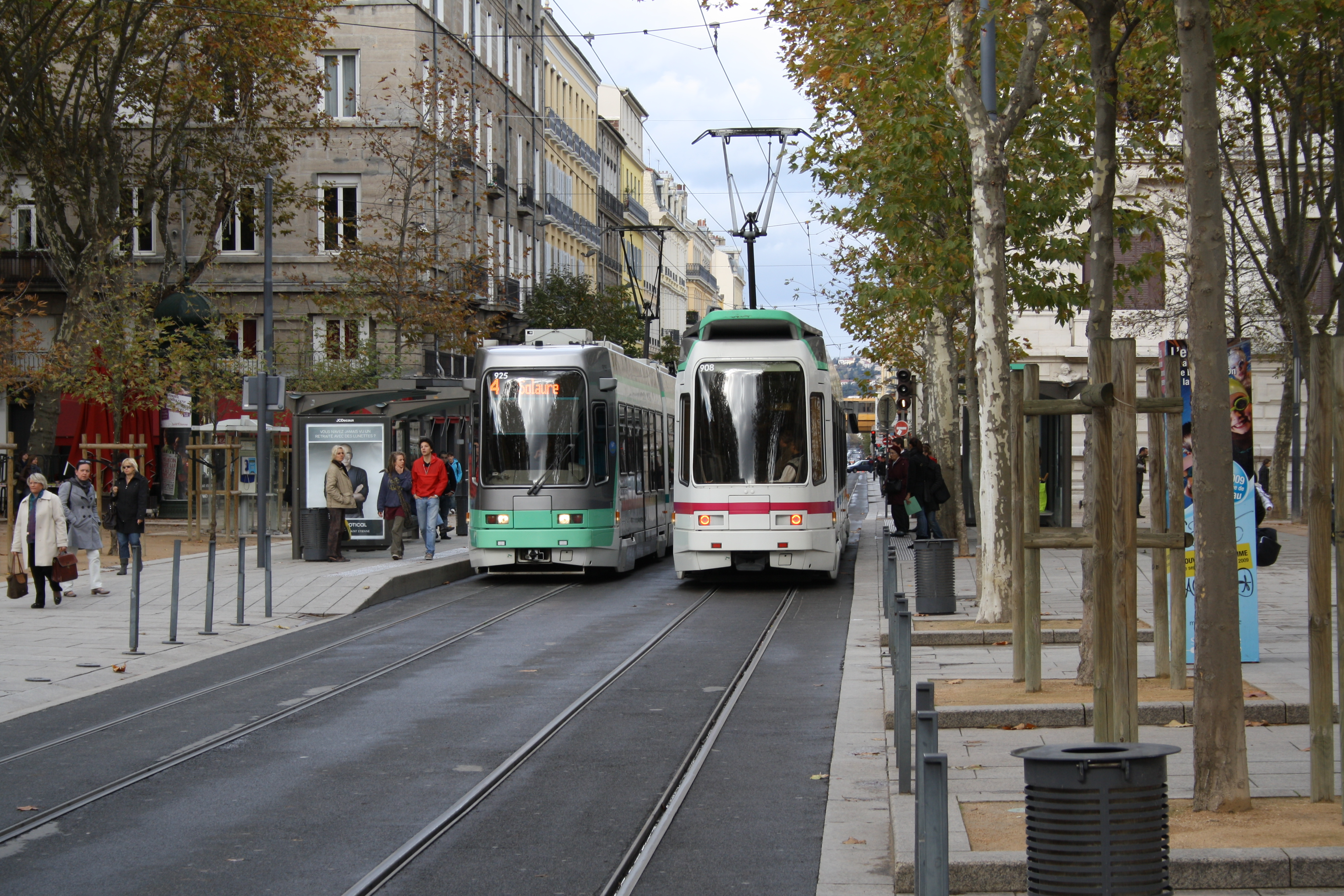
Begegnung zweier Trams des Typs TFS Saint-Étienne im Stadtzentrum

Liniennetzplan 2009

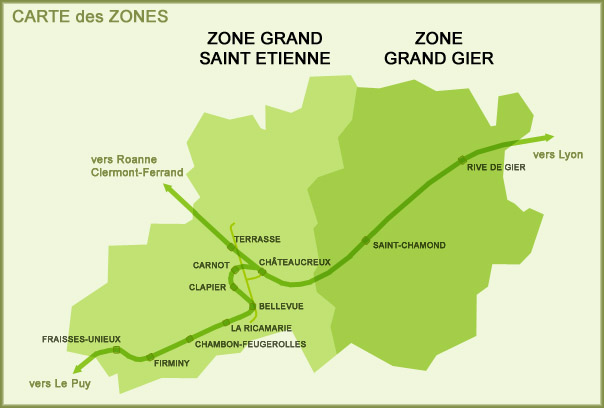
Die Region Saint-Étienne ist in zwei Zonen aufgeteilt

Die Stadt Saint-Étienne gehört – zusammen mit Lille und Marseille – zu den drei Städten in Frankreich, in denen die Straßenbahn die Stilllegungswelle der Nachkriegszeit überlebt hat. Die Anfänge der Straßenbahn gehen auf das Jahr 1881 zurück, als die erste meterspurige Dampfstraßenbahn durch die Compagnie des chemins de fer à voie étroite de Saint-Étienne, Firminy, Rive-de-Gier et extentions, kurz CFVE, eröffnet wurde. Ab 1901 kamen die Bahnen der Chemins de fer départementaux de la Loire, kurz CFDL, hinzu. Letztere wurden allerdings in den 1930ern aufgrund hoher Betriebsverluste wieder stillgelegt.
Elektrisch fuhren die Trams allerdings schon seit 1897, als die Tramway Électriques de Saint-Étienne den Betrieb aufnahm. Bis 1914 wurde auch das Netz der CFVE elektrifiziert. 1932 fusionierten beide Betriebe. In den folgenden Jahren kam der Omnibus als Konkurrenz immer mehr auf und die ersten Tramlinien mussten eingestellt werden.
Während des Zweiten Weltkrieges beschloss die Stadt die Abschaffung der Straßenbahn und deren Ersatz durch Oberleitungsbusse. Die erste Linie wurde am 1. Januar 1942 auf Obus-Betrieb umgestellt. Bis 1952 war nur noch die Linie 4 übriggeblieben. Letztendlich ist es nur den Fahrgästen der Straßenbahn zu verdanken, dass diese wichtige, aber veraltete Linie gerettet wurde. Nach langwieriger Überzeugungsarbeit einer Fahrgastvereinigung, die mit dem Widerstand der Presse, Politik und Autolobby zu kämpfen hatte, gelang es schließlich, die Anschaffung neuer Wagen durchzusetzen. 1958 wurde neue Fahrzeuge vom Typ PCC-Wagen nach Brüsseler Vorbild angeschafft.
Den neuen Wagen folgte eine vollständige Modernisierung der Strecke. Man schuf eigene Trassen und gestaltete die Haltestellen neu. 1980 ging die CFCE in die neu gegründete STAS auf. Bald darauf wurde das Tarifsystem umgestaltet und am 1. November 1982 der Ein-Mann-Betrieb aufgenommen. Am 17. Februar 1998 wurde mit der Verlängerung der Strecke um 1,5 Kilometer in Richtung Süden die erste Neubaustrecke Frankreichs nach Ende des Zweiten Weltkrieges eingeweiht.

## Das Verkehrsnetz der STAS
Insgesamt werden drei Straßenbahnlinien, eine Oberleitungsbuslinie und 57 Omnibuslinien (einige durch Subunternehmen) betrieben.

### Die beiden Zonen
Das Netz zerfällt in die beiden Zonen Grand Saint-Etienne (mit drei Straßenbahnlinien, einer Oberleitungsbuslinie und 43 Omnibuslinien) und Grand Gier (sechs Omnibuslinien und vier Schulbuslinien). Die beiden Zonen sind durch Nahverkehrszüge und zwei Omnibuslinien miteinander verknüpft. Ein spezieller Netzausweis namens Oùra erlaubt die Benutzung aller Nahverkehrszüge zwischen den zehn Bahnhöfen seines Gültigkeitsbereichs und der anderen Linien des ÖPNV.

### Oberleitungsbus

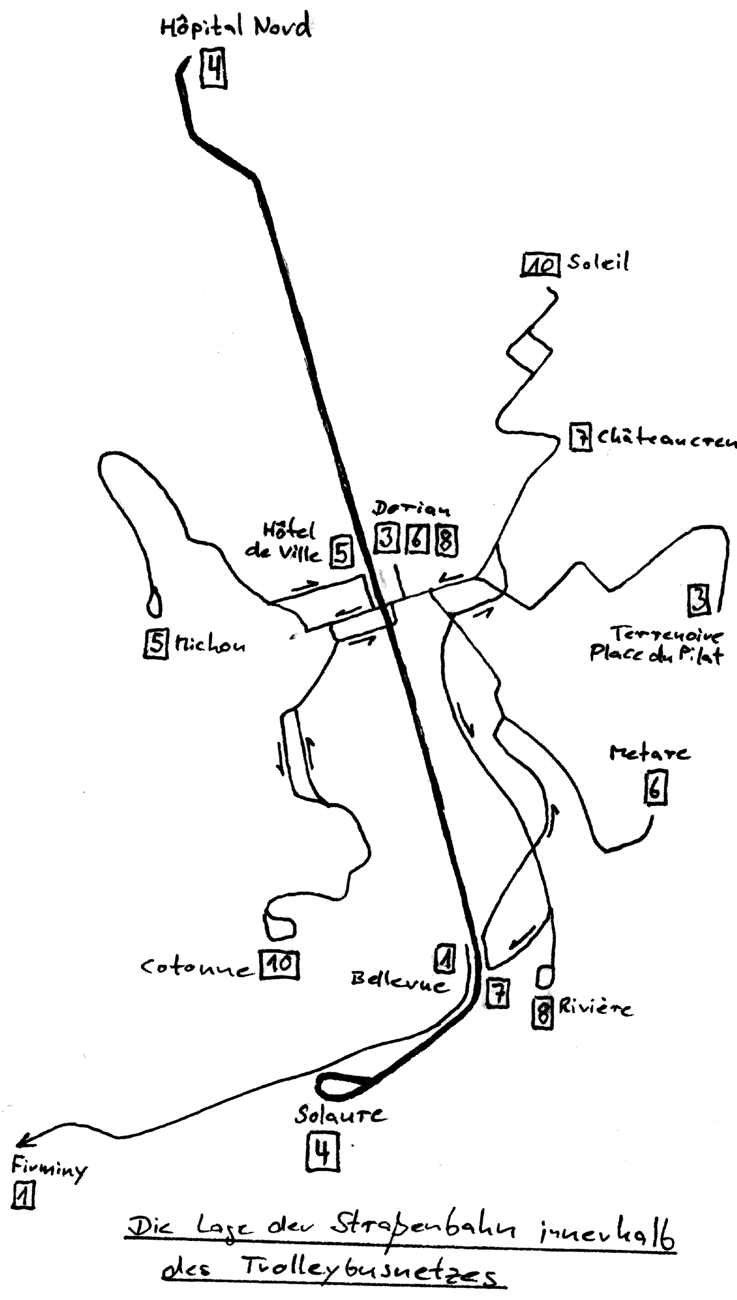
Die Größe des O-Bus-Netzes von Saint-Étienne im Jahr 1995

Saint-Étienne ist neben Limoges, Lyon und Nancy eine von vier französischen Städten, in denen Oberleitungsbusse verkehren. Das Oberleitungsbus-Netz bestand bis in die 1990er Jahre hinein aus sieben Linien. Davon war bis 2011 jedoch nur eine Linie (Linie 3 Cotonne ↔ Terrenoire) verblieben, alle anderen wurden auf Dieselbetrieb umgestellt. Die Linie 3 wurde 2017 in M3 umbenannt, 2020 kam in der Relation Bellevue ↔ Michon die Linie M7 hinzu.
Am 17. Juli 2018 wurde eine Bestellung über 22 sogenannte „Hybrid-Trolleybusse“ zur Lieferung ab 2019 ausgeschrieben. Die zwölf Meter langen Fahrzeuge sollen abseits des Fahrleitungsnetzes im Batteriebetrieb mehrere derzeit von Dieselbussen bediente Linien übernehmen. Die Batterien sollen während der Fahrt aus der Fahrleitung – auch aus noch existierenden Oberleitungsabschnitten stillgelegter Linien – aufgeladen werden. Zudem ist die Reaktivierung der stillgelegten Obuslinie 7 von Michon nach Bellevue, deren Fahrleitungen nicht abgebaut wurden, geplant.
Zum Sommerfahrplan 2021 wurden die letzten acht Cristalis-Busse abgestellt. Seitdem verkehren ausschließlich Oberleitungsbusse des Typs Solaris Trollino 12 in der Stadt.

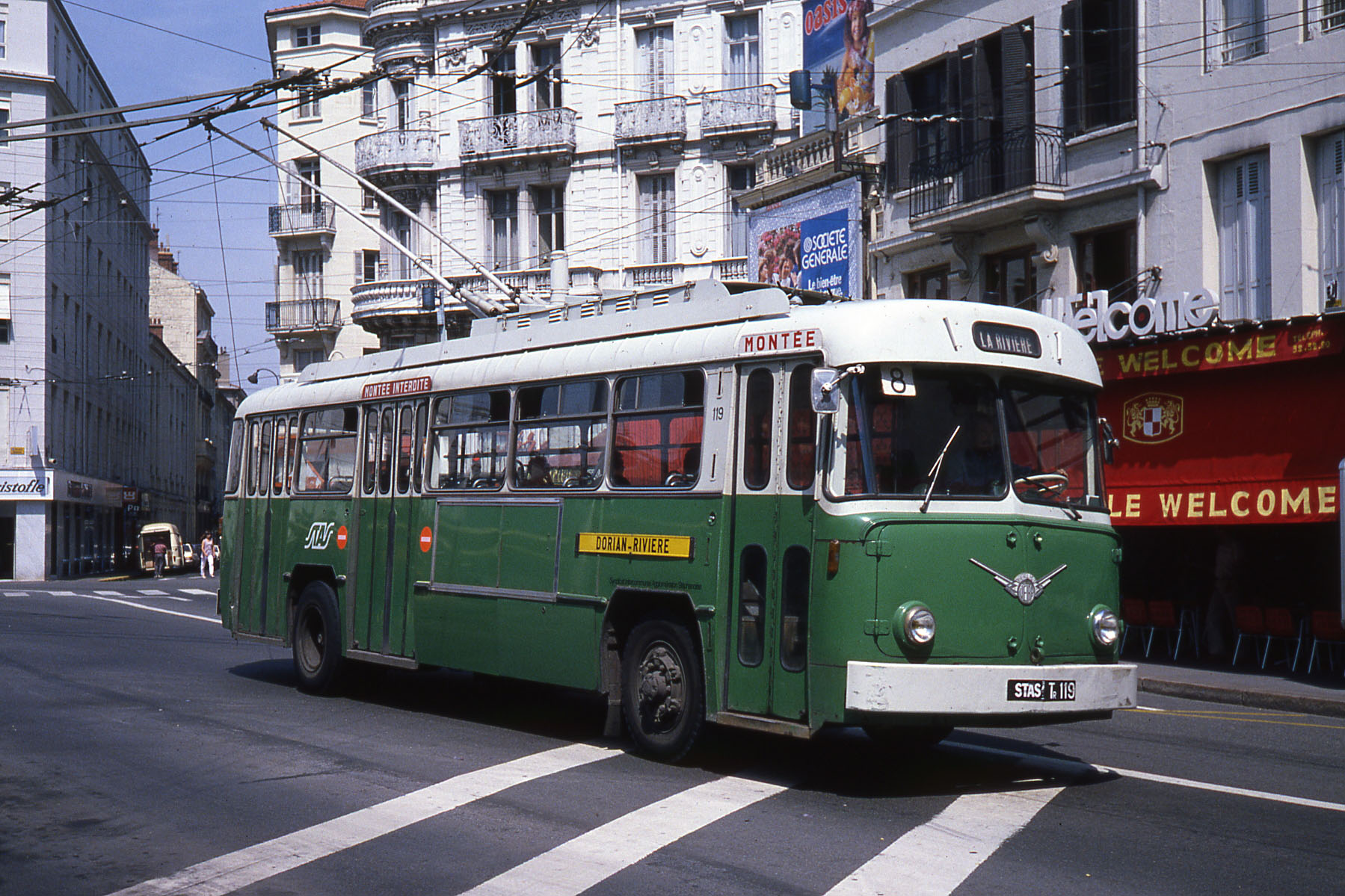
Vetra-Berliet ELR 119 auf der Linie 8, 1981
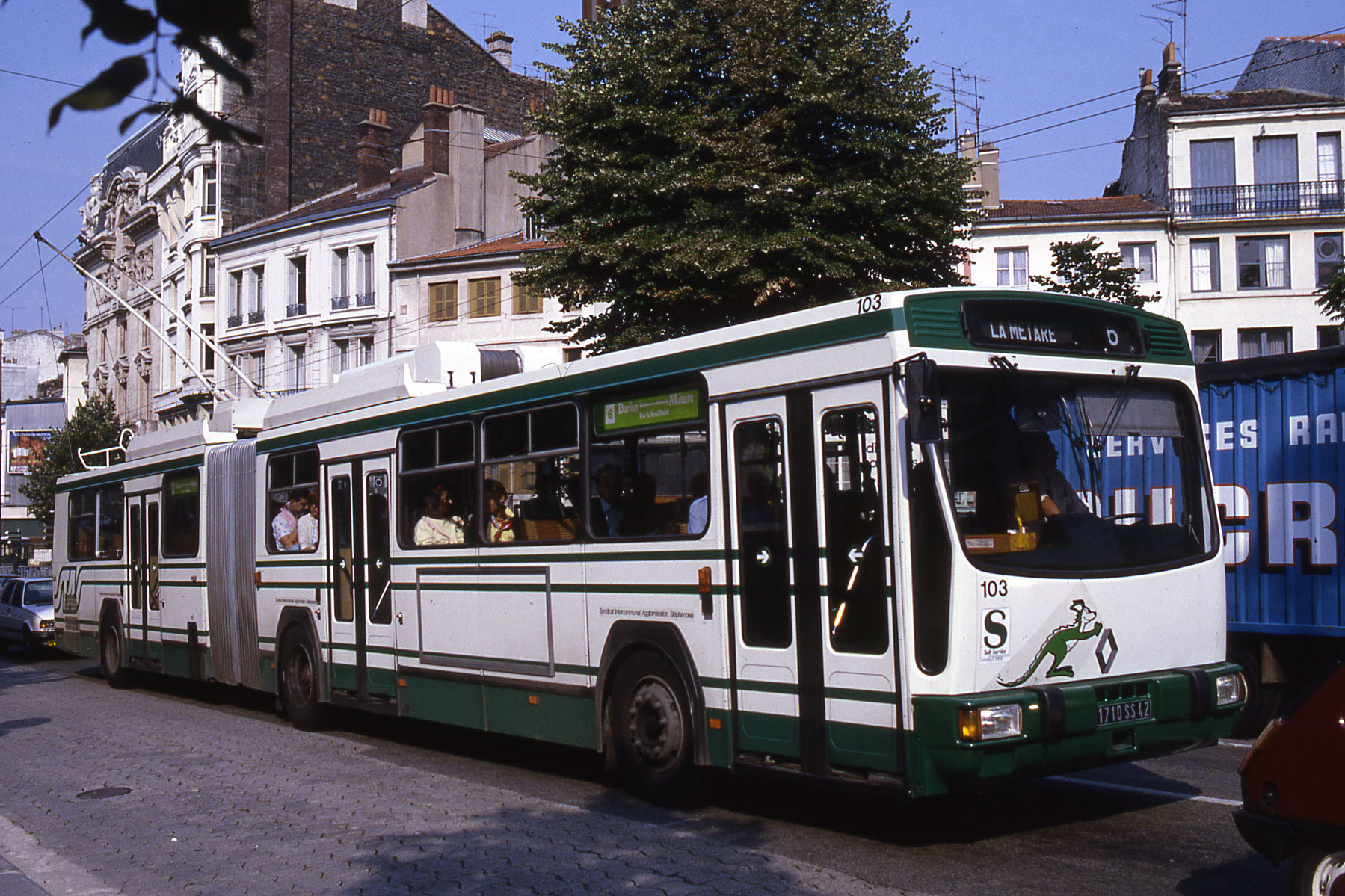
Gelenkbus des Typs Renault PER 180H auf der Linie 6, 1985
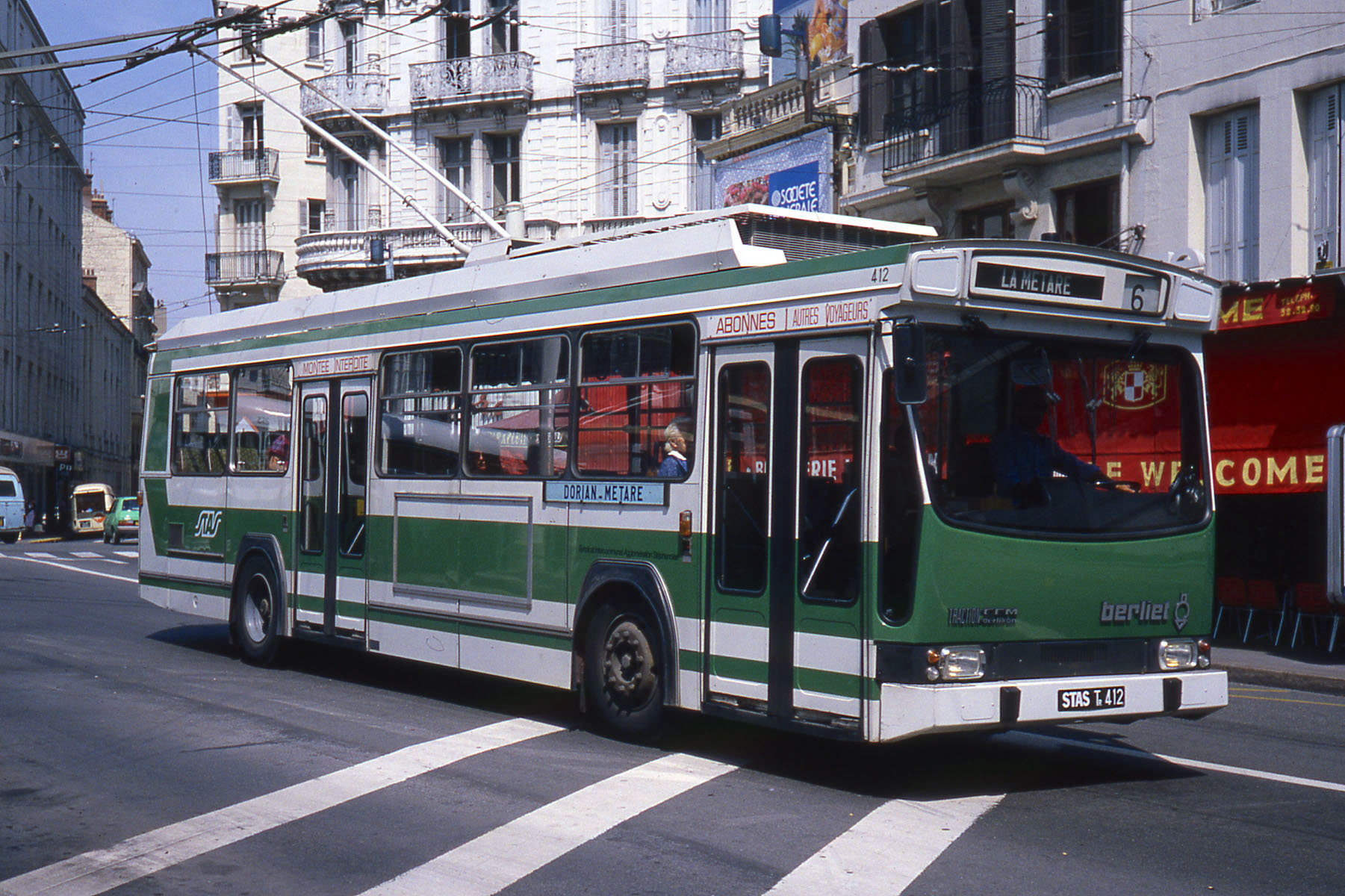
Berliet ER100 auf der Linie 6, 1981
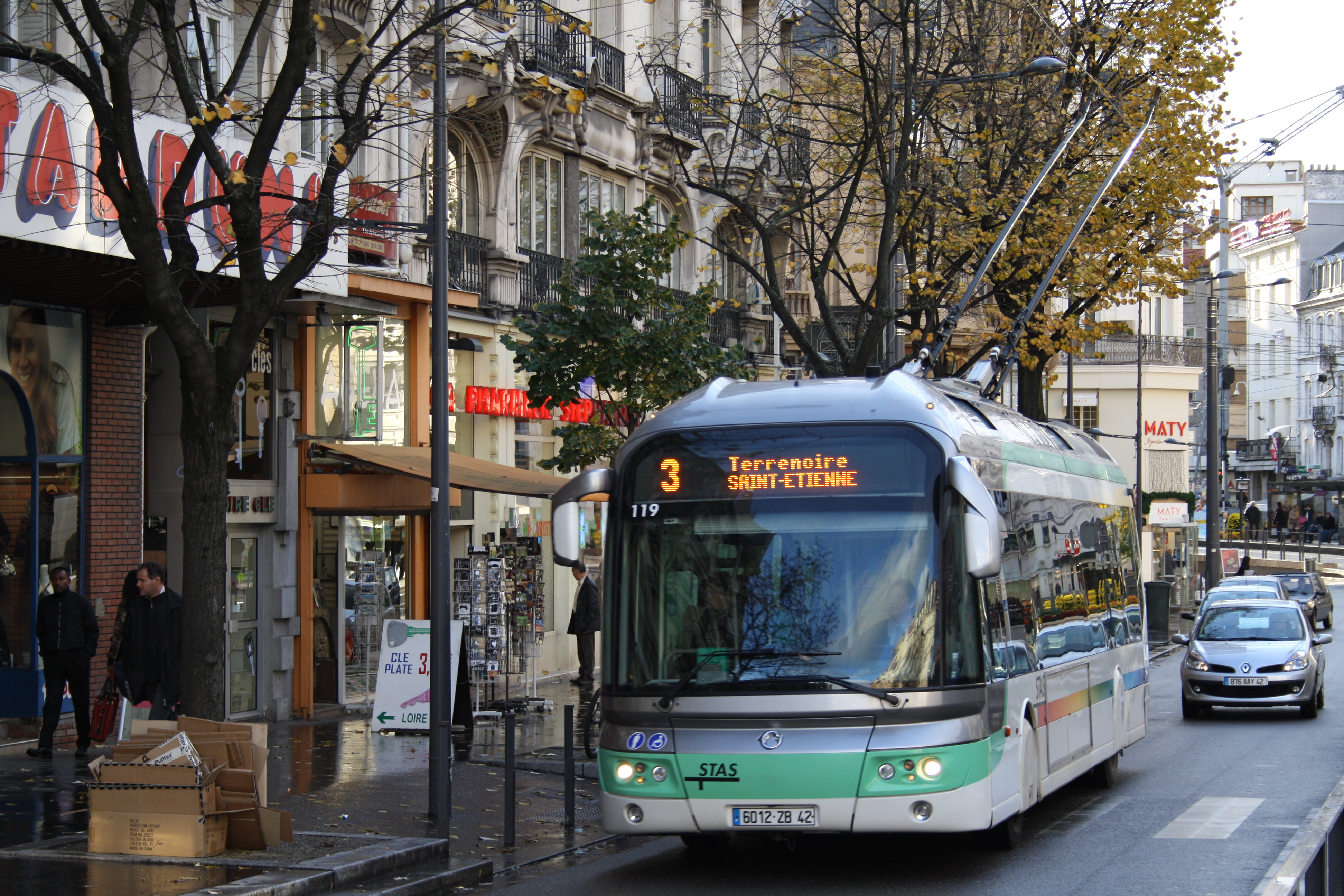
Bus des Typs Cristalis auf der Linie 3, 2009

## Betriebshöfe und Verkehrsmuseum
Die STAS besitzt vier Betriebshöfe:
- Depot Transpôle in Saint-Priest-en-Jarez an der Rue Pierre Mendès France. Hier befindet sich der Hauptsitz der STAS. Dieser Betriebshof beheimatet auf 9 Hektar Fläche Busse und Straßenbahnen. Er befindet sich in der Nähe der Straßenbahnhaltestelle Clinique du Parc der T1.
- Depot Transparc in Saint-Étienne an der Rue Pierre Copel. Hier sind auf 2 Hektar Fläche alle Obusse und die meisten Busse, die im Stadtzentrum von Saint-Étienne verkehren, beheimatet.
- Depot Pont Chaney in Firminy an der Rue Victor Hugo. Dieser Betriebshof hat eine Fläche von 3300 m² und ist für die Buslinien, die von Firminy ausgehen, zuständig.
- Depot in Saint-Chamond. Hier sind die Busse der Linien im Großraum Grand Gier beheimatet.

Beim Depot Transpôle befindet sich auch ein kleines Verkehrsmuseum (Musée des transports urbains de Saint-Étienne et sa région). Zu sehen sind unter anderem eine Dampfstraßenbahn sowie elektrische Triebwagen der Baureihen „H“ aus dem Jahr 1907, „J“ aus dem Jahr 1938 und ein „PCC“ von 1958. Außerdem gibt es auch einen Oberleitungsbus und verschiedene Omnibusse (VETRA Baujahr 1952 und SAVIEM Baujahr 1966).